# Гришенське
Гри́шенське (рос. Гришенское) — село у складі Мамонтовського району Алтайського краю, Росія. Адміністративний центр Гришенської сільської ради.

## Населення
Населення — 926 осіб (2010; 969 у 2002).
Національний склад (станом на 2002 рік):
- росіяни — 95 %